# Usxakiyya
La Uixxakiyya (turc: Uşşaki) és una confraria mística sufí sorgida de la khalwatiyya, nascuda i desenvolupada a l'Imperi Otomà al segle xvi. Fou fundada per Hassan Husam-ad-Din Uixxaki fill d'un mercader de Bukharà. Després d'un impuls inicial va tenir poc activitat a segles xvii però va tenir un nou impuls al segle xviii. Va tornar a decaure al segle xix i el 1970 gairebé havia desaparegut quan va aconseguir recuperar-se a la província de Balikesir on resideix el seu cap actual. Des de 1982 ha començat una renovació completa.